# Kakegae no Nai Uta
Kakegae no Nai no Uta (かけがえのないうた) là đĩa đơn thứ 12 của mihimaru GT. Nó được phát hành vào ngày 28 tháng 2 năm 2007 bởi Universal Music. Bài hát được sử dụng làm bài hát chủ đề phim Doraemon: Tân Nobita và chuyến phiêu lưu vào xứ quỷ

## Nội dung

### CD
- soạn nhạc: Mitsuyuki Miyake

1. Kakegae no Nai Uta
Lời：hiroko, mitsuyuki miyake and Hidemi
2. Future Language
Lời：hiroko and mitsuyuki miyake
3. Kakegae no Nai Uta(Instrumental)
4. Future Language(Instrumental)